# Drachenfels-Club
Der Drachenfels-Club e. V. ist ein Verein zum Erhalt und zur Verschönerung von Denkmälern in der Umgebung von Bad Dürkheim. Er besitzt zahlreiche Natur- und Baudenkmäler, die er teilweise übereignet bekommen und teilweise selbst errichtet hat.

## Geschichte
Im Jahr 1873 wurde der Drachenfels-Club unter dem Vorsitzenden Wilhelm Schepp gegründet. Namensgebend war das erste Projekt des Vereins, die Zugänglichmachung der Drachenhöhle im Drachenfels, einem Berg in der Bad Dürkheimer Gemarkung, der mit der Nibelungensage in Verbindung gebracht wird. Weitere Renovierungen und Einfriedungen von Plätzen und Naturdenkmälern folgten schon im nächsten Jahr. Kurze Zeit später, vermutlich um 1875, wurde dem neuen Verein die Laurahütte in Leistadt, die er nicht selbst gebaut hatte, übereignet. Vielmehr pflegte der Verein hiermit das Vermächtnis der Familie Retzer aus Freinsheim. Im Jahr 1888 wurde an der Stelle der „Schönen Aussicht“ an der Heidenmauer die „Kaiser-Wilhelm-Höhe“ errichtet. Ab dem Jahr 1896 projektierte der Verein eines seiner aufwendigsten Bauwerke, den Bismarckturm auf dem Peterskopf. Unzählige Neubauten von Schutzhütten und Renovierungen von Bau- und Naturdenkmälern folgten. Heute kümmert sich der Verein um 16 verschiedene Denkmäler und um seinen beträchtlichen Waldbesitz, insbesondere im Gebiet der sogenannten „Kastanendelle“ unterhalb des Kriemhildenstuhls, eines römischen Steinbruchs. Während des Zweiten Weltkriegs ruhten die Aktivitäten des Vereins. Im Jahr 1947 wurde der Verein in seiner heutigen Form neugegründet. In den 1970er Jahren erhielt der Verein den Vigilienturm und saniert ihn. In den Jahren 1992–98 erfolgte eine grundlegende Sanierung des Bismarckturms auf dem Peterskopf (Kallstadt).

## Kulturdenkmäler

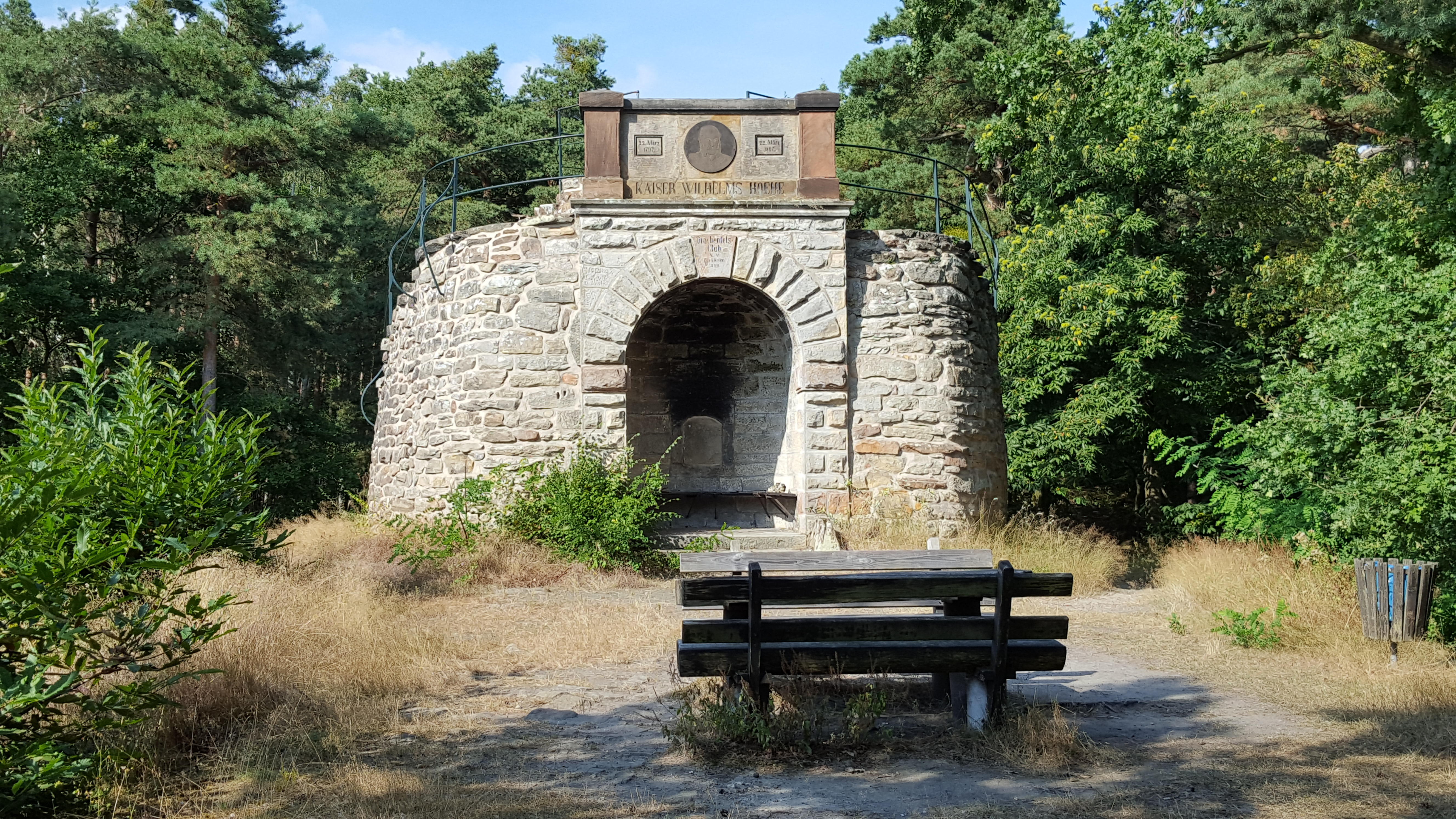
Denkmal Kaiser-Wilhelm-Höhe für Kaiser Wilhelm I. bei Bad Dürkheim

Der Drachenfels-Club besitzt die Laurahütte im Bad Dürkheimer Stadtteil Leistadt, den Bismarckturm, den römischen Steinbruch Kriemhildenstuhl, den Flaggenturm, die Kaiser-Wilhelm-Höhe, die Schaeferwarte und den Vigilienturm.

## Naturdenkmäler
Ebenso ist er für die Pflege der Drei Eichen und des Hammelsbrunnens zuständig. Der Drachenfels liegt heute nicht mehr in der Betreuung des Vereins.